# مارك نوريس (سياسي)
مارك نوريس (بالإنجليزية: Mark Norris)‏ هو محامي وسياسي أمريكي، ولد في 9 يوليو 1955 في الولايات المتحدة. حزبياً، نشط في الحزب الجمهوري. وقد انتخب عضو مجلس ولاية تينيسي.